# Believe (Elton John)
Believe è un brano composto ed interpretato da Elton John; il testo è opera di Bernie Taupin.

## Il brano
Proviene dall'album del 1995 Made in England, del quale costituisce uno degli esiti migliori; infatti, si presenta come una composizione di altissimo livello e una delle più riuscite dell'Elton John post-anni Settanta. La melodia, strutturata come al solito sull'onnipresente pianoforte di Elton, è articolata e magniloquente: è inoltre dominata nel finale dai poderosi e classicheggianti arrangiamenti di Paul Buckmaster. Il testo di Bernie, fortemente riflessivo e simbolico, significa Credere.
Believe fu distribuita come singolo il 20 febbraio del 1995: raggiunse la prima posizione nella classifica canadese e in quella italiana. Si posizionò nella Top 20 delle classifiche di diversi Paesi, come la Svizzera, il Regno Unito e gli Stati Uniti; in altre nazioni ebbe comunque un discreto successo. Venne eseguita nel 1994 (in anteprima) al Greek Theatre di Los Angeles; in seguito, nel novembre dello stesso anno, fu inserita nella scaletta di un tour che toccò il Regno Unito, la Francia, l'Italia e il Giappone.
Elton John ha pubblicamente dichiarato (nel suo documentario Tantrums and Tiaras) di trovare il video "fottutamente detestabile" ("fucking loathsome"), e negli anni successivi ha sempre cercato di evitare, quando possibile, di apparire nei video dei propri brani.

## I singoli
Singolo 7" (UK)
1. "Believe"
2. "The One" (live)

Singolo in CD (UK, promo)
1. "Believe" - 4:50

Singolo in maxi CD (UK)
1. "Believe" - 4:51
2. "Believe" (live) - 4:44
3. "Sorry Seems to Be the Hardest Word" (live) - 3:52

Singolo in CD (UK)
1. "Believe" - 4:51
2. "The One" (live) - 6:32
3. "The Last Song" (live) - 3:31

Singolo 7" (USA)
1. "Believe" - 4:51
2. "The One" (live) - 6:32

Singolo 7" (USA)
1. "Believe"
2. "Believe" (Hardkiss Mix)

Singolo in CD (USA, promo)
1. "Believe" — 4:43

Singolo in CD (USA, promo)
1. "Believe" (Urban Turban Version) — 5:02

Singolo in maxi CD (USA)
1. "Believe" - 4:51
2. "The One" (live) - 6:32
3. "Believe" (live) - 4:44

Singolo in CD (USA)
1. "Believe" - 4:51
2. "The One" (live) - 6:32
3. "The Last Song" (live) - 3:31
4. "Sorry Seems to Be the Hardest Word" (live) - 3:52
5. "Believe" (live) - 4:44

Singolo in CD (USA)
1. "Believe"
2. "Believe" (Hardkiss Mix)

## Classifiche
| Chlassifica (1995)                           | Posizione più alta |
| -------------------------------------------- | ------------------ |
| Australia                                    | 23                 |
| Austria                                      | 21                 |
| Belgio (Fiandre)                             | 38                 |
| Belgio (Vallonia)                            | 8                  |
| Canada                                       | 1                  |
| Paesi Bassi                                  | 47                 |
| Francia                                      | 13                 |
| Germania                                     | 56                 |
| Irlanda                                      | 24                 |
| Italia                                       | 1                  |
| Nuova Zelanda                                | 43                 |
| Svezia                                       | 25                 |
| Svizzera                                     | 20                 |
| Official Singles Chart                       | 15                 |
| U.S. Billboard Hot 100                       | 13                 |
| U.S. Billboard Hot Adult Contemporary Tracks | 1                  |
| U.S. Billboard Top 40 Mainstream             | 21                 |